# Ditlev Rantzau (1644-1697)
 Der er flere personer med dette navn, se Ditlev Rantzau.
Ditlev Rantzau (11. marts 1644–8. september 1697) var en holstensk adelsmand og godsejer, der var den anden rigsgreve af Rigsgrevskabet Rantzau og kongelig statholder i Slesvig og Holsten. Han var søn af Christian Rantzau og tilhørte adelsslægten Rantzau.